# Cueva de los Aviones

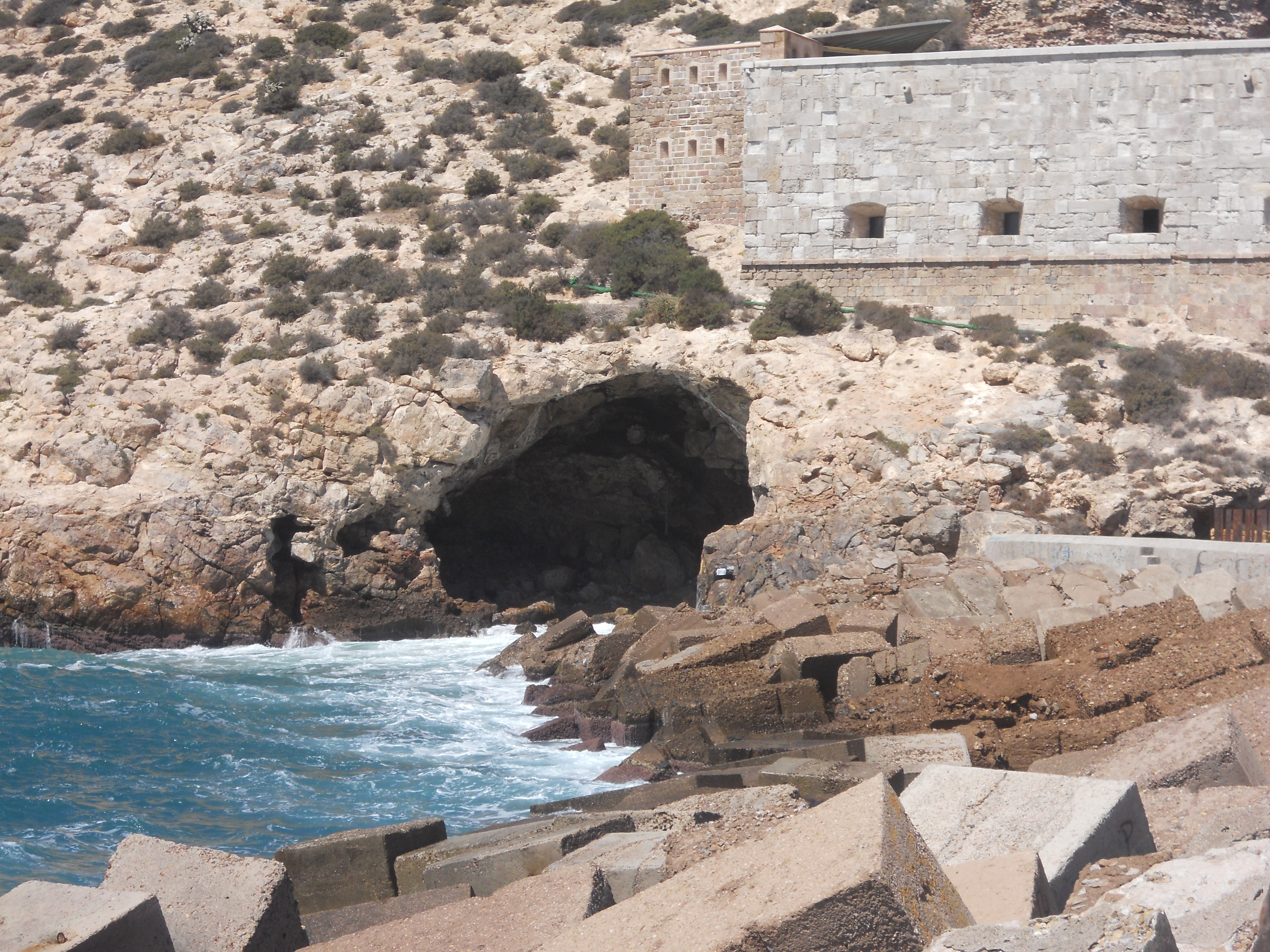
La cueva de los Aviones, bajo el Fuerte de Navidad.

La cueva de los Aviones es un yacimiento arqueológico y paleoantropológico ubicado en el término municipal de Cartagena (Región de Murcia, España), e integrado administrativamente en la diputación de San Antonio Abad. Se encuentra al nivel del mar, en el piedemonte del promontorio que cierra la bahía de Cartagena por el oeste. La gruta, conocida ya anteriormente por haber sido habitada por el Homo neanderthalensis, se hizo mundialmente famosa en 2010, cuando se encontraron conchas de cerca de 50 000 años de antigüedad, las últimas dataciones de los pigmentos de dichas conchas les atribuyen una antigüedad de hace 115 000 años aproximadamente.
Los de Los Aviones son los objetos más antiguos de ornamentos personales conocidos hasta la fecha en el mundo, y se deberían atribuir, por las fechas, a neandertales.
Son anteriores a cualquier objeto remotamente similar conocido en el continente africano por un margen de entre 20.000 y 40.000 años.
Los pigmentos adheridos son de color naranja, negro y rojo. El hallazgo de pigmentos fue interpretado como una evidencia de que las conchas habían sido empleadas de una forma «estética y presumiblemente simbólica».

## Cueva
La roca madre de la guarida es de piedra caliza, cuyo origen se ha datado a mediados del Triásico Superior (unos 230 Ma), mientras que las paredes laterales son de caliza gris clara y dolomía gris oscura. Por el estado de la roca en el exterior de la cueva puede deducirse que hace 115 000 años tenía probablemente mayores dimensiones. En el momento del poblamiento neandertal, la cueva se encontraba de 2 a 7 kilómetros de la costa, debido a que el nivel del mar por entonces era de 50 a 90 metros inferior al actual, si bien debido a que el área de Cartagena se sitúa en una zona de subsidencia, en la cual la corteza terrestre desciende sobremanera, la distancia a la costa pudo haber sido aún mayor. Con el final de la glaciación la subida de las mareas alcanzó la cueva, sumergiéndola parcialmente. A salvo de esta destrucción solo quedaron 4 metros cuadrados de superficie en la pared noroeste de la cavidad, donde tuvieron lugar las primeras excavaciones en 1985. Este sector consiste en escombros de roca (brecha) de dureza similar al cemento cuya retirada con martillo y cincel descubrió muestras de industria lítica y huesos de animales. En la recuperación de los bivalvos y gasterópodos que se hallaron los procedimientos fueron más cuidadosos.

## Hallazgos
En la cueva de los Aviones fueron encontrados restos de cientos de bivalvos y gasterópodos. La mayoría son gasterópodos comestibles de la especie Phorcus turbinatus (427 ejemplares), seguidos de las lapas igualmente comestibles del género Patella (236, en su mayoría Patella ferruginea, pero también Patella aspera y Patella lusitania), así como mejillones (108 ejemplares de Mytilus edulis) y berberechos (14). Además se incluyen 18 muestras de bivalvos Glycymeris insubrica y una docena de conchas de otras especies que a día de hoy no se consideran comestibles.
Según las distintas investigaciones, el 95 % de las conchas encontradas pertenecen a moluscos que habitaban la zona intermareal. Puesto que la superficie de las conchas no había sufrido abrasión por arena o grava, se puede suponer que los animales habían sido colectados vivos para servir de alimento.
Durante la excavación resultó particularmente significativo el hallazgo de dos especímenes totalmente conservados de Glycymeris insubrica, que muestran orificios en la zona del umbo. Cuando en el Museo Arqueológico Municipal de Cartagena se separó la caliza adherida a las piezas para su exposición, aparecieron vestigios de pigmentación roja producida por un material más tarde identificado como hematita, y que probablemente se utilizó a modo de sanguina. Los técnicos sugieren por tanto, que los dos bivalvos han de interpretarse como «adornos personales».
En el interior de un ejemplar de Spondylus gaederopus se descubrieron restos de un compuesto de color que consistía en una mezcla de lepidocrocita rojiza con carbón, dolomita, hematita y pirita. Su concha sirvió posiblemente para contener los colorantes, como parece demostrar la observación de otras conchas utilizadas para el mismo propósito. Además, en la cueva se encontraron varios terrones de colorantes rojos y amarillos sin concha de referencia, y también pigmentos anaranjados anexos al metatarso de un caballo. Este hueso habría sido usado para la mezcla de los pigmentos o la perforación de conchas ya coloreadas.
Los pigmentos rojizos se originaron con seguridad a una distancia de entre 3 y 5 kilómetros de distancia, en la zona noroeste de la sierra minera de Cartagena-La Unión, un colorante que se extraería posteriormente en la Edad Antigua junto al oro y la plata. La natrojarosita, uno de los componentes del pigmento amarillo, aparece a 7 kilómetros al este de la cueva.